# Malacopsylla grossiventris
Malacopsylla grossiventris  (лат.) — вид блох из семейства Malacopsyllidae. Южная Америка: северная, центральная и южные части Аргентины.
Паразиты хищных и некоторых других млекопитающих: Dasypus (девятипоясные броненосцы), Dusicyon (фолклендская лисица), Tolypeutes (трёхпоясные броненосцы).
В Аргентине также найдены на карликовом броненосце (Zaedyus pichiy) и на длинноволосом броненосце (Chaetophractus vellerosus). Известны находки и на грызунах. Отличаются угловатой формы лбом, крупными щетинками на заднем краю передних голеней.
Яйца M. grossiventris и Phthiropsylla agenoris весьма крупные (719-800 µm), что больше чем яйца любых других исследованных видов блох (<600 µm); длина/ширина = 2,0, в то время как у других видов оно как правило, варьирует от 1,6 до 1,8.